# Samochód pancerny wz. 28
Samochód pancerny wz. 28 (literalmente "Automóvil blindado, modelo del año 1928") fue un automóvil blindado polaco de la década de 1920 basado en el chasis del semioruga francés Citroën-Kégresse B2. Sin embargo, debido a su baja velocidad y problemas de fiabilidad, como el sistema de orugas que demostró ser inadecuado para transitar a máxima velocidad a campo través, su alta carrocería y que necesitó mucho mantenimiento; estas limitaciones, llevaron a que la mayoría de estos modelos se convirtieran en vehículos blindados con ruedas y neumáticos entre 1933 y 1934, siendo redesignados como Samochód pancerny wz. 34, que eran los vehículos blindados polacos estándar cuando estalló la Segunda Guerra Mundial.

## Historia, diseño y desarrollo
Cuando Polonia recuperó su independencia en 1918 y sobrevivió a la Guerra polaco-soviética, en 1921, el ejército polaco solo contaba con un puñado de obsoletos automóviles blindados bolcheviques capturados durante la guerra Austin-Putilov y Putilov-Garford así como Peugeot modelo 1914 comprados a Francia y Ford FT-B, fabricados en el país y basados en el icónico Ford T. Sin embargo, ninguno de ellos era lo suficientemente moderno para los estándares posteriores a la Primera Guerra Mundial, por lo que, a mediados de la década de 1920 se decidió comenzar una nueva línea de automóviles blindados. Una especificación emitida por el Estado Mayor del ejército solicitaba un reemplazo para los viejos modelos Peugeot en servicio, así como también un nuevo tipo de vehículo con capacidades todoterreno reales. Se envió una comisión a Francia para ver las pruebas del semioruga Citroën-Kégresse, equipado con el revolucionario nuevo sistema, que ya había tenido éxito en dos expediciones, en África y Asia. Los semiorugas franceses propuestos a la comisión plantearon demasiadas reservas; sin embargo, el gobierno polaco compró 135 chasis del semioruga Citroën-Kégresse B2 (esencialmente un chasis del automóvil Citroën Tipo B2 con orugas Kégresse añadidas). Algunos se convirtieron en camiones todoterreno, mientras que 90 se reservaron para convertirlos en automóviles blindados, basados libremente en el Automitrailleuse de Combat-Citroën Kégresse modele 1923 o AMC M23 en servicio con el ejército colonial francés.
El cuerpo blindado para ellos fue desarrollado en Polonia. Su forma era similar a la de los diseños de vehículos blindados semioruga franceses, construidos en una pequeña serie. Los ingenieros Robert Gabeau de la Oficina de Diseño de Investigación de Ingeniería Militar y Józef  Chaciński de los talleres de Centralne Warsztaty Samochodowe (CWS) en Varsovia, diseñaron dos prototipos en 1925 que fueron probados en la Escuela Central de Caballería. Uno de estos, con modificaciones, fue aceptado en 1927 como base para la producción por los talleres CWS. El primer lote de preserie de 20 unidades, se probó, modificó y fue entregado al Ejército en 1927. Se adoptaron estos nuevos vehículos para armar al Ejército polaco en 1928, bajo la designación: Automóvil blindado modelo 28 (wz. 28) y en 1931 habían sido construidos todos los vehículos solicitados.

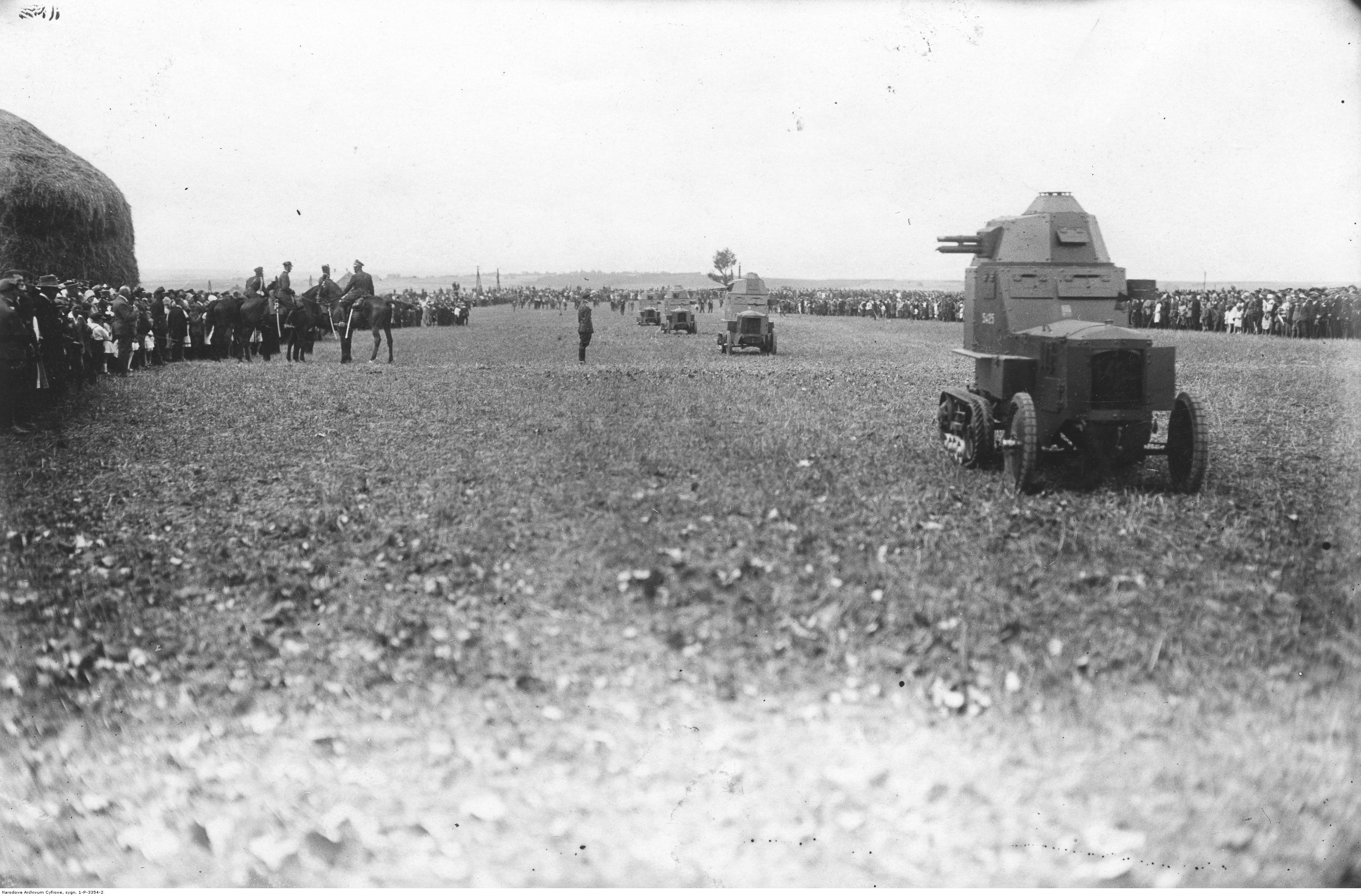
Unidad equipada con los wz. 28 de preserie desfilando en Miechów, 1927.

El wz. 28, también llamado "CK" (Citroën-Kegresse), era un vehículo alto y estrecho, con el compartimiento de conducción/combate ubicado en la parte trasera. Tenía una torreta octogonal, rematada con una pequeña cúpula de ventilación hexagonal. La torreta podía  estar armada una ametralladora Ckm wz. 25 Hotchkiss de 7,92 mm o un cañón wz. 18 Puteaux de 37 mm L/21 con 96 proyectiles HE y AT. El wz. 18 era un cañón de baja velocidad y corto alcance destinado a ser utilizado en vehículos ligeros y posiciones fortificadas. Se le dotó con una mira telescópica de 1,5x aumentos. Treinta vehículos estarían armados con cañones y 60 con ametralladoras. La estructura básica del casco recibió planchas de acero laminado fabricadas por las acerías Huta Baildon en Katowice y remachadas con planchas verticales de 8 mm de espesor en la parte delantera y planchas inclinadas de 3 a 6 mm de espesor en otros lugares, aunque los bajos estaban desprotegidos. El modelo inicial (1928-1929) tenía una configuración de casco particular, pero el siguiente modelo (finales de 1929 a 1931) recibió un nuevo casco, desplazado hacia atrás y equipado con un blindaje inclinado trasero. Había pequeñas ranuras de visión en la torreta y escotillas blindadas para el conductor. Ambos modelos tenían puertas traseras y laterales. El capó del motor se podía abrir y había dos cajas de almacenamiento por fuera a cada lado. 
El motor era el del Citroën Tipo B10, de gasolina de 4 cilindros refrigerado por agua de 1 477 cm³, con una potencia de 20 CV a 2 100 rpm, para una relación potencia / peso de 115 kg/CV. El consumo de combustible era de 20-45 l (según terreno) a los 100 km. El tanque de combustible podría contener 59 litros. La transmisión constaba de un embrague principal monodisco, asistido por una caja de cambios de tres marchas hacia adelante y una hacia atrás con un reductor. La dirección se efectuaba girando las ruedas delanteras principales (neumáticos de caucho macizo de 710/750 × 90 mm) y frenando una oruga. Las suspensiones eran de ballestas (hacia adelante) y orugas Kégresse en la parte trasera, con cuatro ruedas pequeñas y dobles en un bogie suspendido. Tenían una rueda tensora delantera y una rueda impulsora trasera. Las orugas de goma tenían 27,5 cm de ancho. La tripulación estaba compuesta por el conductor y el comandante, sentados uno al lado del otro, y el artillero, sentado en un gran cinturón, suspendido en lo alto entre los flancos. Se podría montar un pequeño faro en el lado izquierdo, justo encima de la escotilla de visión del conductor. Como no se instaló ninguna radio, las señales se realizaban con banderas.

## Servicio
Algunos de los nuevos automóviles blindados comenzaron a armar los escuadrones independientes de automóviles blindados existentes en las divisiones de caballería. Inicialmente, fueron utilizados para tareas de reconocimiento. También se utilizaron 18 automóviles como apoyo en operaciones policiales contra manifestantes comunistas en la provincia de Malopolska. Otros fueron puestos en varias unidades de caballería para maniobras, pero con muchos cambios de organización. En 1934, formaban parte de los 2º y 4º batallones, y de la Compañía Independiente de Automóviles Blindados en Bydgoszcz. A partir de 1935, se extendieron entre varios grandes batallones blindados mixtos. Fue entonces, cuando las deficiencias en la construcción comenzaron a salir a la luz. Resultó que el chasis semioruga no cumplía con todas las expectativas, la velocidad máxima era baja, el mecanismo de oruga requería un manejo complicado y las prestaciones a campo través no eran las mejores. También tuvo problemas de estabilidad, en particular el riesgo de volcar en pendientes transversales y las orugas de goma se desgastaban rápidamente.
Por estas razones, ya en 1933 se tomó la decisión de reconstruir los wz. 28 en vehículos con ruedas completas, reemplazando el mecanismo de oruga con un eje motriz con ruedas gemelas; el resultado de esta reconstrucción, fue el vehículo blindado wzór 34 (wz. 34) , siendo el vehículo blindado básico del ejército polaco en la campaña de septiembre de 1939.